# Thierry Giet
Thierry Giet (Ougrée, 21 luglio 1958) è un politico belga francofono, giudice della Corte costituzionale belga. Fino al 2013 è stato avvocato e politico del Partito Socialista, e dal 2011 al 2013 presidente in carica del PS. Inoltre, Giet è stato membro della Camera dei rappresentanti federale e membro del consiglio comunale di Sprimont.

## Biografia
Thierry Giet è figlio dell'ex Procuratore generale presso la Corte d'appello di Liegi, Léon Giet, e di un insegnante di scuola elementare. Ha studiato giurisprudenza all'Università di Liegi ed esercita la professione di avvocato dal 1981.
Nella sua città natale, Sprimont, era già attivo in giovane età per il PS e nel 1983 fece per la prima volta nel consiglio locale. Il suo ingresso nella politica nazionale è avvenuto come consulente nel gabinetto dei ministri di Laurette Onkelinx (PS).
Nel 1995, Giet divenne membro della Camera dei rappresentanti federale, succedendo a Michel Daerden (PS), nominato Ministro dei Trasporti. Da allora, Thiery Giet è stato in grado di difendere il suo mandato, e dal 2004 è stato presidente del PS in Aula.
Il 6 dicembre 2011 Giet è stato anche presidente del PS, dopo che Elio Di Rupo, da allora nominato primo ministro, si è dimesso da questa posizione. Alla fine ha dato questo incarico a Paul Magnette nel 2013 dopo le elezioni interne.
Poco dopo, il 21 giugno 2013, Giet è stato eletto giudice presso la Corte costituzionale belga. Si è dimesso da tutti gli uffici politici.
È divorziato e padre di due figli.